# アップ!! (RBCiラジオ)
『アップ!!』は、琉球放送（RBCiラジオ）で月曜日から金曜日に午前6時55分から午前10時頃まで放送されている朝の情報番組。放送時間は曜日によって異なる。

## 概要
2002年4月から琉球放送が社内カンパニーとして「RBCiラジオ」という愛称でスタートしたと同時に、朝の情報番組の顔として18年間に亘って放送した『シャキッとi』が2020年3月27日を以て番組を終了。その後、同年3月30日からのRBCiラジオ平日ワイド番組が朝から夜にかけて大幅に改編された。
その第一弾として前番組をリニューアルしたのがこの番組である。
キャッチフレーズは「あなたの朝をアップデート!!」。
大まかな内容としては前番組をほぼ踏襲しているが、これまでのパーソナリティ2人だけの進行から路線を切り替え、新たにコメンテーター制を導入、様々な分野のコメンテーターが日替わりで出演し、ニュースの解説や日替わりの専門ジャンルコーナーも受け持つ。
交通情報も30分間隔で午前7時20分~午前8時50分の計4回流したり、番組公式Twitterやメールなどを活用してリスナーが番組に参加することができるようになったりするなど、所々でリニューアルされた。
また、番組開始から1年間は気象予報士が電話出演して天気解説を行っていた。
前番組『シャキッとi』と同じく『ジブンジカン』を統合した番組のため、放送終了時刻は曜日ごとに異なるが、午前9時50分から午前10時までの間となっている。
そのため、7〜8時台はニュース/情報色が強く、9時台はトーク/バラエティー色が強い。
8時台で放送された各パーソナリティならびにコメンテーターの専門ジャンルコーナー「レベルアップ!!」は放送終了後にSpotifyの番組公式ポッドキャストで無料配信される。
また、直近の放送で紹介した楽曲100曲のリストもSpotifyのプレイリスト「アップ!!Latest100」として公開している。
2022年9月3日より姉妹番組『マルユウグループプレゼンツ どアップ』が放送開始。パーソナリティはしんとすけの首里のすけとTEAM SPOT JUMBLEの津波信一が務めた。なお『どアップ』は2023年4月で終了したが、2023年5月から同じパーソナリティによる後継番組『モクパチ〜あなたに聴かせたくて〜』の放送が開始された。『モクパチ』は時間枠が拡大され、放送時間が木曜日の午後8時から午後9時までとなった。
番組開始当初からMCを担当した首里のすけが2023年3月28日をもって番組を卒業。番組開始から3年目にして初のMC降板であった。後任として、かつてラジオカーリポーターを担当したナガハマヒロキが月・火のMCを担当することになった。また、2023年9月には水・木・金のMCを担当していた山田真理子が産休に入り一時降板した。2023年10月から2024年3月までの5ヶ月間は、代理MCとしてナガハマが水曜を担当し、フリーアナウンサー島袋彩子が木・金を担当した。2024年4月に山田が産後復帰し木・金を担当することになったが、水曜に関しては引き続きナガハマが担当している。2025年3月31日から開始時刻が5分繰り上がり6時55分スタートとなった。

## 出演者

### パーソナリティ（メインMC）
各パーソナリティのジャンルは、新聞チェックのコメントならびに金曜を除く8時台前半（8:28頃）で取り上げられるMC持ち込み企画コーナーを受け持っている（仲村は月曜、ナガハマは火曜、鎌田は木曜→水曜、山田は金曜→水曜→木曜）。
【月】
- 仲村美涼（RBCアナウンサー、月曜 2020年3月30日 - 、火曜2020年3月30日 - 2025年3月25日、水曜 2020年4月1日 - 2022年3月30日、『多良川おもしろ文化講座』、『2次元SWAMP』月一回レギュラーMC、RBCテレビ『Aランチ』→『RBC NEWS Link』キャスターと兼任、ジャンルはしまくとぅば）『スポーツフォーカル』から異動。

※前番組『シャキッとi』ではラジオカーリポーターやコーナーを担当した。また、鎌田不在時の代理を担当することもある。
【月・火・水】
- ナガハマヒロキ（長濱広樹、個人事務所「オフィスファンファーレ」所属のラジオパーソナリティ、ライター、月・火曜 2023年4月3日 - 現在、水曜 2023年10月2日 - 現在、「ナガハマヒロキの週刊リッスン」、RBCテレビ『Aランチ』ATuberと兼任。ジャンルは県内地域情報、大相撲、中央競馬（後者2項目は新聞チェック・スポーツコーナーのみ））

※当番組では過去にラジオカーレポーターとして担当した時期があった（後述）。また、山田不在時の代理を担当することもある。
※実際に山田不在の代理担当をしたのは以下の通り。
2023年6月28日 - 30日（いずれも山田の体調不良による代理）
※ 水曜の担当は当初2024年3月までだったが、山田が2024年4月から番組に復帰したものの産後の体調ならびに子育てを考慮し、4月以降も引き続き担当している。
【火・水】
- 三原楓花（RBCアナウンサー、火曜 2025年4月1日[2] - 、水曜 2025年4月2日 - ）

【木・金】
- 鎌田宏夢（RBCアナウンサー、水曜 2023年4月6日 - 2025年3月26日、木・金曜 2020年4月2日 - 現在、『ジ・アナウンサーズ』火曜担当、RBCテレビ『RBC THE NEWS』→『RBC NEWS Link』スポーツキャスター、『KICK OFF! OKINAWA』ナビゲーターも兼任。ジャンルはガジェット・生活雑貨）

※前番組『シャキッとi』ではラジオカーリポーターを担当した。また、仲村不在時の代理を担当することもある。
【木・金】
- 山田真理子（声のプロダクション「キャラOKINAWA」所属のフリーアナウンサー、水曜 2023年4月6日 - 9月27日、木・金曜 2020年4月2日 - 2023年9月29日、2024年4月5日 - 現在、過去にFM沖縄『オリオンびあぶれいく』を兼任した。ジャンルはジョギング・マラソン・トレンド・子育て）

※MCで唯一、前番組『シャキッとi』（当時は月～水MC担当）からスライドで引き継いだ。また、ナガハマ不在時の代理を担当することもある。2023年10月から2024年3月までは産休のため、この期間のみ後述の島袋彩子が担当した。
なお、仲村と鎌田は、2023年9月29日まで6:45の『歌のない歌謡曲』の天気予報のアナウンス（6:52頃）も兼ねていた。また、仲村は2018年4月から2021年9月22日までその番組の月曜 - 水曜（担当開始当初から2021年3月までは木・金も含まれた）のMCも担当した（ただし、番組自体は収録放送であった）。
2022年3月25日までは、（当時）仲村・首里が月・火・水担当、鎌田・山田が木・金担当だったが、28日の春の改編から、仲村がRBCテレビ『RBC NEWS Link』の担当が金曜に加えて木曜も担当することから、そのシフトに合わすため水曜担当を仲村・首里から鎌田・山田に移行した。
水・木・金限定のMCキャッチフレーズ
水曜から金曜はMC限定で独自のキャッチフレーズが設けられており、番組公式Twitterでリスナーから募集し採用されたもので、下記太字が番組内で1年間紹介されている。なお、MCキャッチフレーズは新年度に入る毎に更新している。
- 2020年度のキャッチフレーズ
  - 鎌田『貴方の心のウォーターサーバー』
  - 山田『久茂地のマーガレット』
- 2021年度のキャッチフレーズ
  - 鎌田『仙台が生んだシアーハートアタック』
  - 山田『快適空間サーチャー』
- 2022年度のキャッチフレーズ
  - 鎌田『バイクブンブンにーにー』
  - 山田『久茂地のYMD』
- 2023年度のキャッチフレーズ
  - 鎌田『タレ目は恋のすべり台』
  - 山田『アリーナの餡バサダー』
  - 島袋『宇宙と行進요건해요（ヨガンヘヨ）』
  - ナガハマ『奇跡のもち肌おじさん』
- 2024年度のキャッチフレーズ
  - 鎌田『健診嫌いのリアルガチャピン』
  - 山田『ダム⭐︎ミマモルメ』

### コメンテーター
各コメンテーターのジャンルは、7時台のニュース・新聞解説と8時台後半（8:37頃）で取り上げられる専門分野のコーナーを受け持っている。また、番組出演も全員 7:00 - 9:00となっている。なお、特記のない限り番組開始当初から出演している。
- （月）友利真由美（不動産専門ファイナンシャルプランナー、不動産会社エレファントライフ代表、ジャンルは資産運用・生活経済）

※ 2022年1月3日 -
- （火）玉城直美（社会起業家、株式会社うなー沖縄代表、元沖縄NGOセンター代表理事、元沖縄キリスト教学院大学准教授、ジャンルはSDGs・環境社会）

※ 2021年3月30日 - 、『RBC SDGsプロジェクト』担当（スーパーバイザー）も兼任。
- （水）稲垣曉（防災士・社会福祉士、沖国大非常勤講師、元毎日新聞大阪本社記者、ジャンルは防災・減災・福祉）
- （木）モバイルプリンス（島袋コウ、ローカルタレント、スマートフォンアドバイザー、ジャンルは通信・ネットリテラシー・デジタルトランスフォーメーション）
- （金）グルクンマスク（琉球ドラゴンプロレスリング代表取締役社長、覆面プロレスラー、パーソナルトレーナー、ジャンルはサブカルチャー・スポーツ・健康）

※ 2022年4月1日 -
この内、木曜のモバプリは『シャキッとi』で過去にコーナー出演をされて以来、金曜のグルクンは2021年3月まで担当したバラエティ番組『グルクンマスクと漢那邦洋のグルカン』以来のラジオレギュラーとなる。また、火曜の玉城は、2021年8月3日から当番組の後の火曜9:53に「RBC SDGsプロジェクト」の一環として、『つなごう沖縄+〜わたしたちのSDGs〜』の収録番組を立ち上げて放送している。
通常は生放送中心の「スカイスタジオ」からMCと一緒に出演するが、新型コロナウイルスの感染防止によるスタジオ入室制限等の理由から生放送にも対応可能な収録用スタジオ（放送では「別スタジオ」と呼んでいる）での出演と並行して対応している。また、緊急事態宣言やまん延防止等重点措置が発動した際やコメンテーターがスケジュールの都合などでスタジオ入り出来ない場合は、リモートでの出演となる（緊急事態宣言などの発令中、他の番組収録のため入局した際は「別スタジオ」で出演することもある）。

### コーナー出演
- 森本浩平（ジュンク堂那覇店エグゼクティブプロデューサー兼店長、金曜8時台前半「森本クリニック」担当）

※前番組『プライムエイジ・アワー』の木曜コーナー担当からのスライド出演で、番組開始から2021年3月23日までは火曜コメンテーターを担当した（ジャンルは書籍）。2021年3月31日から2022年3月23日までは水曜9:40頃、2022年4月1日からは金曜8:28頃に出演。基本MCと同じスカイスタジオで共演しているが、コメンテーター同様の扱いで「別スタジオ」もしくはリモート出演になることもある。2022年4月以降は森本のスケジュールの都合により、不定期で事前収録になることもある。なお、森本は2023年4月に那覇店のエグゼクティブプロデューサーに就任、店長業務と並行兼任している。
- 森田謙太郎（モリケン、ライフスタイルトレンドリサーチャー、トークバック社代表、元Twitter Japan 社員、2021年4月から「NEXTトレンド会議」担当、毎月第4金曜9:10頃にリモート出演）

※なお、森田は全国のラジオ局など各種メディアにてコメンテーター・ITやネット関連・トレンドのご意見番として出演しているほか、各地のオンラインセミナーなどでパネラーとして登壇している。ちなみに、森田は2022年11月4日付でTwitter社から人員削減で解雇されたが、その直後に個人事務所「トークバック社」を起業。引き続きIT・トレンド関連についてラジオ出演や登壇を続ける。同局ではTwitter社所属時代の2021年4月から8月まで『ラジオBar南国の夜』にも月一回リモート出演していた。

### ラジオカーリポーター
- （火・木） 砂邊由美（すなべゆみ、モデル、タレント、ミス沖縄2018/2019ファイナリスト、2019年度 第34代泡盛の女王）

※2024年4月2日 -
- （水・木）→（水）喜納真愛子（きなまいこ、オリジン所属タレント、らぐぅんぶるぅの元メンバー）

※（水）2023年4月5日 - 、（木）2023年4月6日 - 2024年3月28日
- （金）→（月・金）宝眞榮日也美（たまえひなみ、演劇集団TEAM SPOT JUMBLEのメンバー、タレント）

※（金）2022年4月1日 - 、（月）2023年4月3日 -
全員、当番組と『MUSIC SHOWER Plus+』、『わんDAY』のリポーターも兼務しているほか（具志堅ストアーを除く）、2021年3月31日から毎週水曜日23:00 - 24:00に放送の『リポリポ』にもランダムで2名ずつ出演している。当番組では9:25頃に出演。

### 限定ラジオカーリポーター
- MAIKO（稲福舞子、いなふくまいこ、seven oopsのメンバー）

※（金）2023年11月24日

### 限定パーソナリティ（ピンチヒッター）
主に仲村・鎌田両者がシフトなどの都合で欠席時に、RBCの他のアナウンサーが代理で担当することがある。
- 狩俣倫太郎（RBCアナウンサー）

※欠席時の代理初出演。
※鎌田宏夢の代理出演　2022年12月22日
- 嘉大雅 （RBCアナウンサー）

※仲村美涼欠席時の代理出演 2022年4月18日、2022年10月18日（７時台のみ）、2023年3月27日。
- 沖野綾亜（RBCアナウンサー）

※鎌田宏夢欠席時の代理出演　2022年5月18日（沖縄でのプロ野球公式戦実況担当のため）、2022年8月5日、2022年9月16日
- 片野達朗（RBCアナウンサー）

※鎌田宏夢欠席時の代理出演 2022年8月4日。
※仲村美涼欠席時の代理出演 2022年10月18日（８時台・９時台）。
- 本行慶子（RBCアナウンサー）

※鎌田宏夢欠席時の代理出演 2022年9月15日、2022年12月23日
※仲村美涼欠席時の代理出演 2022年10月17日
- 普久原実咲

※山田真理子欠席時の代理出演 2022年12月21日 - 23日
- ナガハマヒロキ

※仲村美涼欠席時の代理出演 2023年3月27日（次期MC紹介も兼ねて出演）

### 過去の出演者
パーソナリティ
- 首里のすけ（オリジン所属のお笑い芸人「しんとすけ」、オリジンコーポレーション代表。ジャンルは首里、MC企画担当曜日は水曜→火曜）

※ 月・火曜 2020年3月30日 - 2023年3月28日、 水曜 2020年4月1日 - 2022年3月30日、土曜の「マルユウグループプレゼンツ どアップ」と兼任、降板後も「どアップ」→「モクパチ」は出演継続。
- 島袋彩子（フリーアナウンサー、FECオフィスと業務提携、『RBC THE NEWS』の女性キャスターを歴任、ジャンルはトーク・スピーチ、MC企画担当曜日は木曜）

※ 木・金曜 2023年10月3日 - 2024年3月29日、山田の産休による代理として担当した。
コメンテーター
- （月）糸数温子（一般社団法人daimonファウンダー、琉球大学非常勤講師、ジャンルは貧困・教育格差・セーフティーネット）

※ 2020年3月30日 - 2021年12月26日
- （金）えもやん（榎森耕助、元オリジン所属で現在フリーのお笑い芸人「リップサービス」、YouTuber「せやろがいおじさん」、ジャンルは時事問題・差別問題）

※前番組『ジブンジカン』金曜レギュラーからの続行出演、 2020年4月3日 - 2022年3月25日。
コーナー出演
- 與那嶺啓（RBCアナウンサー、RBCテレビ『RBC NEWS Link』キャスター、火曜8時台前半「Oneトピ!」担当、収録出演）

※前番組『シャキッとi』のコーナー担当からの続投、2020年3月30日 - 2022年3月22日。
気象予報士
- 田地香織（ウェザーマップ所属、RBCテレビ『RBC THE NEWS』気象キャスター、8:23頃に電話での出演）

※ - 2020年3月30日 - 2021年3月26日
ラジオカーリポーター
- （水）田場千珠（モデル、ローカルタレント）

※ - 2020年4月1日 - 2021年3月24日
- （木・金）きんぴらごぼう・たいが（金城大河、FECオフィス所属のお笑い芸人）

※ - 2020年4月2日 - 2021年3月26日
- （月・火→木）ナガハマヒロキ（ラジオパーソナリティ、ライター）

※ - 2020年3月30日 - 2022年3月25日、（月・火）番組開始 - 2021年3月23日、（木）2021年4月1日 - 2022年3月25日。前述の通り、2023年4月3日からは月・火のMCを担当。
- （金）横山胡桃（モデル、ローカルタレント）

※ - 2021年4月2日 - 2022年3月25日
- （水）町田千歩（FECオフィス所属のローカルタレント）

※2021年3月31日 - 2023年3月29日
- （木）鉄筋ビビンバ・まさたけ（佐久川正竹、オリジン所属のお笑い芸人）

※2022年3月31日 - 2023年3月30日
- （月・火）→（火）普久原実咲（ふくはらみさき、山田と同じ「キャラOKINAWA」所属のナレーター・フリーキャスター。2022年10月から2023年3月まではFM沖縄「ゴールデンアワー」の木曜代理MCも兼務した。）

※（月）2021年3月29日 - 2023年3月27日、（火）2021年3月30日 - 2024年3月26日
※以前RBCにも契約社員として勤務、報道部門を担当した。
※山田と同じ事務所の後輩ということもあり、2022年12月21日 - 23日は体調不良の山田の代理としてMCを担当した（前述）。
※活躍の場を大阪に移すため、リポーターを3月末で降板した。なお、所属事務所に変わりはないが所属地の登録を沖縄から大阪に移した。

## ディレクター
- （月・火）宮國ひろみ（みやぐにひろみ）
- （水 - 金）真壁貴子（まかべたかこ）

※両者とも、もぐもぐタイムの料理も担当することがある。

## タイムテーブル
曜日によっては時間帯が異なる場合がある（RBCiラジオ タイムテーブルをベースに加筆修正）。
現在
2025年3月31日現在
- 6:55 - オープニング（RBC本社前からのリポート・最新の天気予報・コメンテーター紹介など）

※7時台のオープニングでは、仲村・鎌田がスタジオで番組を仕切り、ナガハマ・山田がRBC前で外の様子を伝えている。
リポートが終わるとナガハマ・山田がスタジオ入りして番組を進める。ちなみに、RBC前から10階にあるスタジオまで移動するのに2〜3分ほどかかる。この間、県内の天気・コメンテーター・番組内容紹介をアナウンサーMCが担当する。2023年3月までは8時台も伝えていたため、8時台の移動中では音楽紹介と交通情報・ニュース・天気をアナウンサーMCが担当した。また、オープニングでの天気予報は2023年9月まで放送した『歌のない歌謡曲』での天気予報を引き継いでいる（10月から九州・沖縄地区で放送を開始した『歌なし』の後継企画ネット番組『おなかがグーは、しあわせのグー。』では天気予報枠がないため）。
- 7:06 - ウェイクアップニュース with TBS NEWS DIG Powered by JNN（RBCニュース、協力:TBS NEWS DIG）

※最新のニュース（海外・全国・県内各ニュース）4〜6項目を読み上げる。また、県内ニュースでは場合によって取材音源が流れることもある。なお2023年3月までは、この中からコメンテーターが特に気になるニュース1項目を取り上げて深掘りした。2024年4月からはTBSテレビなどJNN加盟28局合同出資で運営するニュースサイト『TBS NEWS DIG Powered by JNN』の協力で主要ニュースを取り上げることになった。
- 7:13 - 沖縄タイムス紙面チェック

※MC・コメンテーターがそれぞれ気になった記事を1項目ずつ紹介する。また、後述の日経新聞共々新聞休刊日の場合は前日の記事もしくは電子版の記事を紹介する。
- 7:20 - 天気予報（協力:ウェザーニューズ）
- 7:22 - ウェイクアップミュージック
- 7:26 - 経済ニュース・日経新聞紙面チェック

※前述のタイムス紙面チェック同様MC・コメンテーターがそれぞれ気になった記事を1項目ずつ紹介する。また沖縄のローカル局番組で唯一全国紙の記事内容を定期的に紹介しているため、時々社会面の記事も紹介することもある。
- 7:31 - スポーツキャッチアップ!!

※2023年4月からの月曜は、ナガハマの趣味である中央競馬（JRA）G1レースの結果を詳しく伝えている。なお、沖縄での馬券購入はインターネットおよび電話での投票のみで、競馬場・WINSは沖縄県内に設置していない。また、大相撲開催時の取組結果（月・火・水のみ）についてもナガハマが詳しく伝えている。
※なお、上記2コーナーは、「まるごと1日○○スペシャル」での企画が組み込まれることがあり、その場合コーナーがお休みになることがある。後述の「レベルアップ!!①」コーナーも同様となる。
- 7:35 - 僕の作文・私の作文

※1980年に『RBCおはようジャーナル』の内包コーナーとしてスタート。当時のタイトルは『僕の学校・私の学校』だった。その後、文化放送を幹事局としたロッテ提供の企画ネット番組（後にロッテが提供撤退し企画ネットも終了）に参加した際に現タイトルに変更。2週間置きに県内の小学校の子供達の作文を紹介している。
- 7:40 - リスナウ

※後述する『いちゃりばちょーでー大作戦』の一環として、番組を聴取している県内外リスナーの状況やニュースについての感想などをメール・Twitterで募っている。コーナーは8:52頃にも紹介している。
- 7:47 - 天気予報
- 7:50 - 交通情報

※通常、日本道路交通情報センター(JARTIC)の担当者名を紹介する時はMCがアナウンス切り替え前に紹介するが、担当者名の間違い防止からJARTIC担当者アナウンス後にMCが紹介している。
- 7:53 - ニュースラインナップ（RBCニュース）
- 8:00 - 話題のアンテナ 日本全国8時です（TBSラジオ制作）
- 8:15 - 8時台オープニング（8時台の内容紹介・8時の一曲アップ&カミング）
- 8:20 - 交通情報
- 8:23 - RBCニュース・天気予報
- 8:28 - レベルアップ!!① MC持ち込み企画
  - （月） - 美涼のしまくとぅばクイズ
  - （火） - ナガハマヒロキの広報誌41
  - （水） - ヒーローのベストバイ（木曜からの移動）
  - （木） - マリトレ!（金曜→水曜→一時休止→木曜）
  - （金） - 森本クリニック（開始から2021年3月23日までは火曜8:37のレベルアップ!!②内、3月31日から2022年3月23日までは水曜9:40頃に放送）
- 8:37 - レベルアップ!!② コメンテーター持ち込み企画
  - （月） - 友利真由美のライフ&マネー
  - （火） - 玉城直美のスクープ!SDGs
  - （水） - 防災士がっきーのOne Action
  - （木） - モバイルプリンスのネット事件簿 → モバイルプリンスのデラックスDX（ディーエックス）
  - （金） - グルクンマスクのキン・キン・筋肉・金曜日

※ 各曜日とも時々公式Twitterで上記コーナーの当日の内容に関するアンケート・質問も実施している。その結果・回答とリプライコメントも各コーナー内で紹介している。
- 8:50 - 交通情報
- 8:52 - リスナウ・天気予報
- 8:56 - もぐもぐタイム

※朝の食生活習慣を大切にすることを目的に、お腹が空く9時前に設けた。主に宮國・真壁両ディレクターおよび火曜コメンテーターの玉城自らが調理した料理（宮國Dおよび玉城の料理は仲村・ナガハマの回、真壁Dの料理は鎌田・山田の回に出てくることが多い）か地方のお土産物・県内で発売される商品がスタジオに出され、本番中に出演者がいただく。このうちMCがその日に紹介したものを食した動画が公式Twitterでアップされる。なお、パン類・麺類が登場の際は、スポンサーであるオキコ製造品（技術業務提携のPasco超熟ブランドも含む）、乾麺が登場の際は、7時台のスポンサーで月曜日のリスナープレゼントでもある東洋水産（マルちゃんブランド）製造品に限られる（ただし、宮國・真壁および玉城調理は除く）。このコーナーで流れるBGMは、ももいろクローバーZの『Yum-Yum!』（『BLAST!』カップリング曲）。
【コメンテーター出演はここまで】
- 9:00 - 9時台最初のナンバー・9時台オープニング
  - （高校野球県大会開催時のみ） - 嗚呼、我が校歌[6]

※曲が終わった後の9時台オープニングトークで、アナウンサーMCが「これからお仕事という方も家事が一段落した方も、引き続き『アップ‼︎』9時台をお聴き下さい。」と必ずナレーションを入れる（基本、仲村はトーク終盤後、鎌田は挨拶直後）。
- 9:10【曜日別コーナー】
  - 【月】 - きょうの褒メール（2022年9月 - ）
  - 【火】 - 火曜アンケ①
  - 【水〜金（第4金以外）】 - 不定期企画
  - 【第4金】 - モリケンのNEXTトレンド会議（2022年11月 - ）

※不定期企画ではリスナーにメールやTwitterなどを活用して参加するものが多い。また、不定期企画がない場合でも、メールやTwitterでメッセージテーマを募っている。
- 9:25 - ラジオカーリポート
  - （火→月） - ゆ～くるインフォメーション
  - （水） - 楽働館
- 9:33 （不定期）- ラジオショッピング

※2022年3月までは火曜・水曜・金曜はジャパネットたかたラジオショッピングを（祝日のチャレンジデーを含む）、月曜・木曜は他社（はぴねすくらぶ・快適生活・ファーマフーズなど）のショッピングを放送していたが、現在はジャパネットの定期放送は終了し、他社のショッピングは不定期で放送している。なお、2022年10月から12月まではジャパネットは祝日のみの放送となり、その他の平日は全て他社のショッピングとなっていた。ただし、祝日以外の日でも他社からジャパネットになることがある。ちなみに、ジャパネット公式ページのラジオ番組検索では、当局でのラジオショッピングコーナーは基本的にMUSIC SHOWER Plus+内の火・水・金の11:35頃に一本化となっている。
※コーナーがお休みの場合は、メールなどのフリートーク、上記の不定期企画、下記の火曜アンケを行う時がある。
- 9:40（火曜のみ9:47）  - 天気予報・献血情報
  - （火） - 火曜アンケ②
- 9:42 【水・木のみコーナーあり】
  - （金→水） - いちゃりばちょーでー大作戦! （金曜→）水曜リンリンチャレンジ!

※2022年4月1日から金曜の放送時間が10:00までに伸びたため、不定期企画でオンエアした「リンリンリクエスト」から派生誕生したリスナー参加型トークコーナー。参加希望者は当日9:00までにメールで募集し、9:40頃にスタッフから希望者に電話を入れて本番中にMCとトークする。9月までは金曜だったが、番組エンディング後の各曜日時間帯の変更に伴い、9:54までに短縮した金曜から10:00までに延びた水曜に変更された。ちなみに、コーナータイトルの「いちゃりばちょーでー」とは、ウチナーグチで「一度会ったら皆兄弟」を意味する。この「いちゃりばちょーでー大作戦」は、2022年1月から沖縄県内の全市町村ならびに沖縄県外でこの番組を聴いていることを報告するプロジェクトである。第1フェーズとしてまず沖縄県内全市町村制覇に挑戦し、2022年7月の渡名喜村を以て県内全市町村での聴取報告は達成した。9月からは第2フェーズとしてradikoなどで聴いている沖縄県外の全都道府県制覇を目指して実施している。
- - （木） - KING of 曲紹介

※MCが互いに曲のオンエア直前までどの曲が流れるのか知らされずに、アドリブで曲紹介するチャレンジ企画。アナウンサー・キャスターとしての瞬発力・文章力・表現力・アドリブ力が試されるだけに、歌詞が始まる直前まで喋り終えることを目標にしているが、そのほとんどが時間が余り空白時間が出来てしまったり、歌詞が始まってもわずかながら喋り続けてしまうのがほとんどである。
- 9:53（月は9:42、木・金は9:47、火曜はなし） - オールアップソング

※金曜は「昭和アナウンサー」(というキャラクター)が登場して、昭和・平成初期のヒット曲を昭和アナの口上とともに紹介する。
- 2022年6月18日16:00の『RBCiラジオスペシャル』では、昭和アナウンサーが初めて(という設定で)単独番組を受け持つこととなり、昭和ソングを流す「全力昭和ミュージック」を放送。過去にこのコーナーで放送した昭和アナ紹介による昭和ソングを再編集した。

※なお、毎年6月23日の慰霊の日には沖縄戦に纏わる手記を紹介することと、2011年に東日本大震災が発生した毎年3月11日前後ではMCの鎌田が宮城県仙台市出身ということもあり震災といのちに関する朗読を、それぞれ鎌田・山田担当曜日の9時台後半に行うことから、それらの日に限り上記のリンリンチャレンジ・曲紹介・「昭和アナ」・かつての早口・もどき各コーナーはお休みとなる。
- 9:56（月は9:47、火・木・金は9:50） - エンディング、MUSIC SHOWER Plus+のMCとのクロストーク

過去
- 7:20 - 沖縄県内で一番早い交通情報

JARTIC沖縄の都合により2023年3月限りで7:20は終了した。なお、7:50・8:20・8:50は引き続き伝えている。
- 7:40 - Twitter動画クイズ 今日のニュースな言葉解答編

※放送前に番組公式Twitterで最長1分間の動画を立ち上げて問題を紹介している。問題の内容は主に沖縄タイムスや日経新聞の当日もしくは過去の記事から取り上げられるものが多い。解答はそのリプライ欄で書き込むことが可能。また、公式Twitter動画ではその日の内容紹介の告知（コメンテーター持ち込み企画、9時台企画）をそれぞれ最長1分間の別撮りで紹介している。以前はクイズと企画内容紹介を一括して動画を立ち上げた。しかし、2023年3月5日、問題の内容に際して無断引用が発覚したため、翌6日を以てコーナーは打ち切られた。7時のオープニングで仲村が無断引用のお詫びを告知しそのままタイトルコールへと進み、クイズ枠はスタッフ選曲の音楽に差し替えた。なお、それ以外の動画による内容告知は引き続き紹介している。
- 8:28 - レベルアップ!!① MC持ち込み企画
  - （火） - 與那嶺啓のニュース解説・Oneトピ!
  - （水） - 水曜日は首里曜日→（火） - すいすい首里クイズリターンズ
  - （木） - あやナビ! （島袋のアナウンス・話し方をレクチャーするコーナー、山田の産休期間に設けた。）
  - （金） - 真理子のRUNチャレンジ
- 8:37 - レベルアップ!!② コメンテーター持ち込み企画
  - （月） - あっちゃんの月曜社会科0.5校時
  - （金）- せやろがいおじさんの今週「アップ!!」する動画はこれやろがい!! → えもやんの今語りたいことはこれやろがい!!
- 8:52 - 世界の話題
- 9:10 - Twitterトレンドチェック

※番組開始当初は全曜日「トレンドチェック」だったが、鎌田・山田担当曜日を中心に前述するラジオショッピングの定期化と不定期企画を頻繁に行うようになってからは徐々に減少、モリケンのTwitter社解雇に伴いコーナー名も変更され、末期は火曜日のみのコーナーになっていたが、2023年3月限りで終了した。また、水〜金は前述のラジオショッピングが放送されない場合、トレンドチェックを行うことがあり、不定期企画は9:33頃に移動した。
- 9:42 （木） - 木曜チャレンジ!! 鎌田宏夢の初見で早口言葉

※スタッフが作成した創作早口言葉を、局アナの鎌田が早口で挑戦する。チャンスは2回までで2回失敗すれば鎌田がキラーフレーズを、1回失敗もしくはノーミスで成功すれば山田がアゲアゲフレーズを読み上げ、いずれも上記のオールアップソングへと流れる。また、公式Twitterでも鎌田もしくは山田のどちらかによるフレーズ動画を放送終了後にアップしている。
- 9:42 （木） - もどきさんいらっしゃい!

※MC2人が本物になりきって一言述べる「本物もどき」の声まねコーナー。オープニングなどであらかじめ「○○（有名人などの人名）もどき」でメッセージを募っている。どちらになるかは週によって異なる。
ミニ番組
- 9:50 （月） - 美ら耳便り

前番組『ジブンジカン』を内包された。
- 9:53 （火） - つなごうSDGs
- 9:55 （木） - みーぱちバーチ!